# AMURO NAMIE FIRST ANNIVERSARY 1996 LIVE AT MARINE STADIUM
『AMURO NAMIE FIRST ANNIVERSARY 1996 LIVE AT MARINE STADIUM』（アムロ・ナミエ・ファースト・アニバーサリー・ナインティーンナインティーシックス・ライブ・アット・マリン・ステイディアム）は、日本の歌手安室奈美恵の1作目のライブ映像作品である。VHSは1996年12月4日発売。DVDは2000年9月27日発売。発売元はavex trax。

## 解説

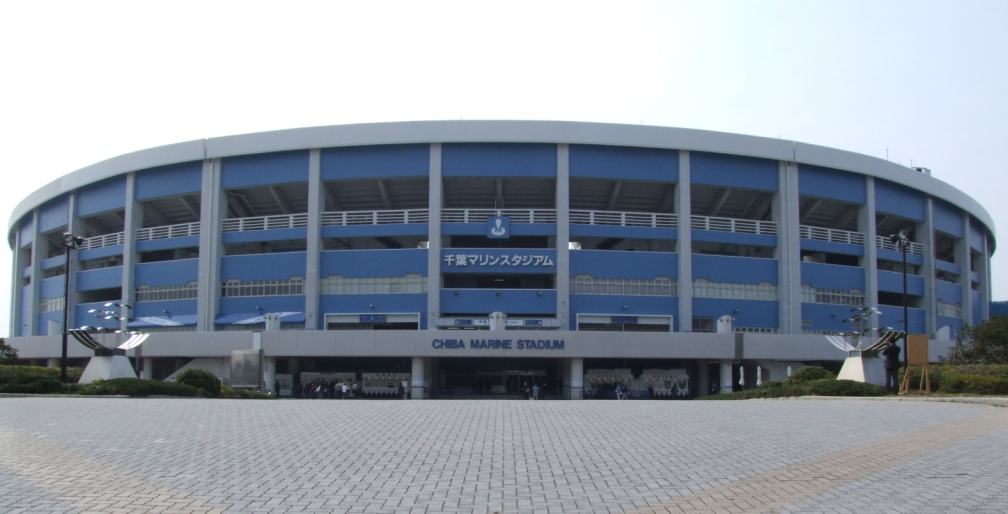
会場の千葉マリンスタジアム

2ndアルバム『SWEET 19 BLUES』を引っ提げ、1996年9月1日に千葉マリンスタジアムで行われた“SUMMER PRESENTS '96 AMURO NAMIE with SUPER MONKEY'S”の最終公演の模様を収録。
このライブを以って、「安室奈美恵 with SUPER MONKEY'S」はグループとしての活動を終え、安室奈美恵、MAXとして正式に独立することとなった。
最終公演にはSAM（TRF）、m.c.A・T、シーラ・E、小室哲哉がゲスト出演している。
2005年3月24日に期間限定特別価格盤が発売された。同年4月30日までの期間限定出荷。2000年9月27日に発売されたDVDとの違いは価格が廉価になったこと、パッケージがジュエルケースでなくトールケースになったことの2点（ジャケット写真、収録内容は同じ）。
2012年9月16日にデビュー20周年を記念して、期間限定スペシャルプライス盤が発売された。同年12月25日までの期間限定出荷。

## 収録曲
1. OPENING (2:20)
2. TRY ME 〜私を信じて〜 (4:03)
3. ハートに火をつけて (3:31)
4. 愛してマスカット (4:03)
5. ダンシング・ジャンク (4:50)
6. Rainy DANCE (3:40)
7. i was a fool (4:40)
8. PRIVATE (6:41)
9. Don't wanna cry (5:36)
10. I'll JUMP (4:55)
11. Joy (5:56)
12. Body Feels EXIT (4:21)
13. LET'S DO THE MOTION (4:05)
14. You're my sunshine (5:41)
15. Chase the Chance (4:49)
16. GO! GO! 〜夢の速さで〜 (5:18)
17. Stop the music (2:56)
18. GET MY SHININ' (4:36)
19. SWEET 19 BLUES (7:51)

## 公演日程
| 公演数 | 開催日  | 会場                           |
| ------ | ------- | ------------------------------ |
| 1      | 8月27日 | 宜野湾海浜公園野外劇場（沖縄） |
| 2      | 8月28日 | 宜野湾海浜公園野外劇場（沖縄） |
| 3      | 8月31日 | 千葉マリンスタジアム           |
| 4      | 9月1日  | 千葉マリンスタジアム           |

## 発売形態
| 形態 | 発売日        | 品番       | 備考                                                                           |
| ---- | ------------- | ---------- | ------------------------------------------------------------------------------ |
| VHS  | 1996年12月4日 | AVVD-90029 |                                                                                |
| DVD  | 2000年9月27日 | AVBD-91023 | ジュエルケース仕様。                                                           |
| DVD  | 2005年3月24日 | AVBD-91329 | 期間限定特別価格盤。4月30日までの期間限定出荷。トールケース仕様。              |
| DVD  | 2012年9月16日 | AVBD-91987 | 期間限定スペシャルプライス盤。12月25日までの期間限定出荷。ジュエルケース仕様。 |